# Jiaolong (Tauchboot)
Die Jiaolong (chinesisch 蛟龍號載人潛水器 / 蛟龙号载人潜水器, Pinyin Jiāolóng hào zàirén qiánshuǐqì – „Bemanntes Tauchgerät Jiaolung“, kurz 蛟龍號 / 蛟龙号,  Jiāolóng hào – „Flutdrache“) a) ist ein chinesisches bemanntes Forschungs-U-Boot, das 8,20 Meter lang und 22 Tonnen schwer ist. Der Name stammt von einem in einer Sage vorkommenden Meeresdrachen (vgl. „Long“). Erprobt wurde das U-Boot erstmals im Sommer 2010 im Südchinesischen Meer. Es dient zur Tiefseeforschung.
Nachdem die Jiaolong vorher bei 17 Tauchgängen in Tiefen bis zu 3.795 Metern Tiefe vordrang, erreichte sie am 27. Juli 2011 mit einer dreiköpfigen Besatzung im Pazifik bei einem sechsstündigen Tauchgang eine Tiefe von 5.057 Metern und im Juni 2012 7.062 Meter Ausgelegt ist das U-Boot für eine maximale Tauchtiefe von 7.000 Metern. Es ist mit Geräten zur Aufnahme von Videos und Fotos ausgestattet und verfügt über eine Vorrichtung zum Sammeln von Proben. Dank eines Autopilot-ähnlichen Steuermechanismus kann die 2-Meter-Tauchkugel aus Titan in gleichbleibendem Abstand zum Meeresboden bewegt werden. Neben der Jiaolong verfügt die Volksrepublik China mit der Shenhai Yongshi und der Fendouzhe über zwei weitere Tiefsee-Tauchboote.
Der Konstrukteur Weicheng Cui erhielt 2014 den Hans Hass Award.

## Anmerkung
- a) Jialong (chinesisch 蛟龍 / 蛟龙, Pinyin jiāolóng, Jyutping gaau1lung4) ist die Bezeichnung des mythologischen chinesischen „Drache der Gezeiten“, auch „Flutdrache“ genannt.